# Agrotis musa
Agrotis musa är en fjärilsart som beskrevs av Smith 1910. Agrotis musa ingår i släktet Agrotis och familjen nattflyn. Inga underarter finns listade i Catalogue of Life.